# Thailand i olympiska sommarspelen 1972
Thailand deltog med 33 deltagare vid de olympiska sommarspelen 1972 i München. Ingen av landets deltagare erövrade någon medalj.